# Lane McCray
Lane McCray (ur. 13 kwietnia 1962) – amerykański piosenkarz, który wraz z Melanie Thornton współtworzył  duet muzyczny La Bouche.

## Dyskografia
- 2014 –„Heartbeat”
- 2008 –„Be My Lady”
- 2003 –„In Your Life”
- 2002 –„In Your Life”
- 2001 –„All I Want”
- 2000 –„SOS”
- 1999 –„A Moment of Love”
- 1999 –„You Won't Forget Me”
- 1999 –„SOS”
- 1997 –„All Mixed Up”
- 1996 –„Falling in Love”
- 1996 –„Sweet Dreams”
- 1995 –„Be My Lover”
- 1995 –„Falling in Love”
- 1995 –„I Love to Love”
- 1995 –„Be My Lover”
- 1994 –„Sweet Dreams”